# Ravekjavík

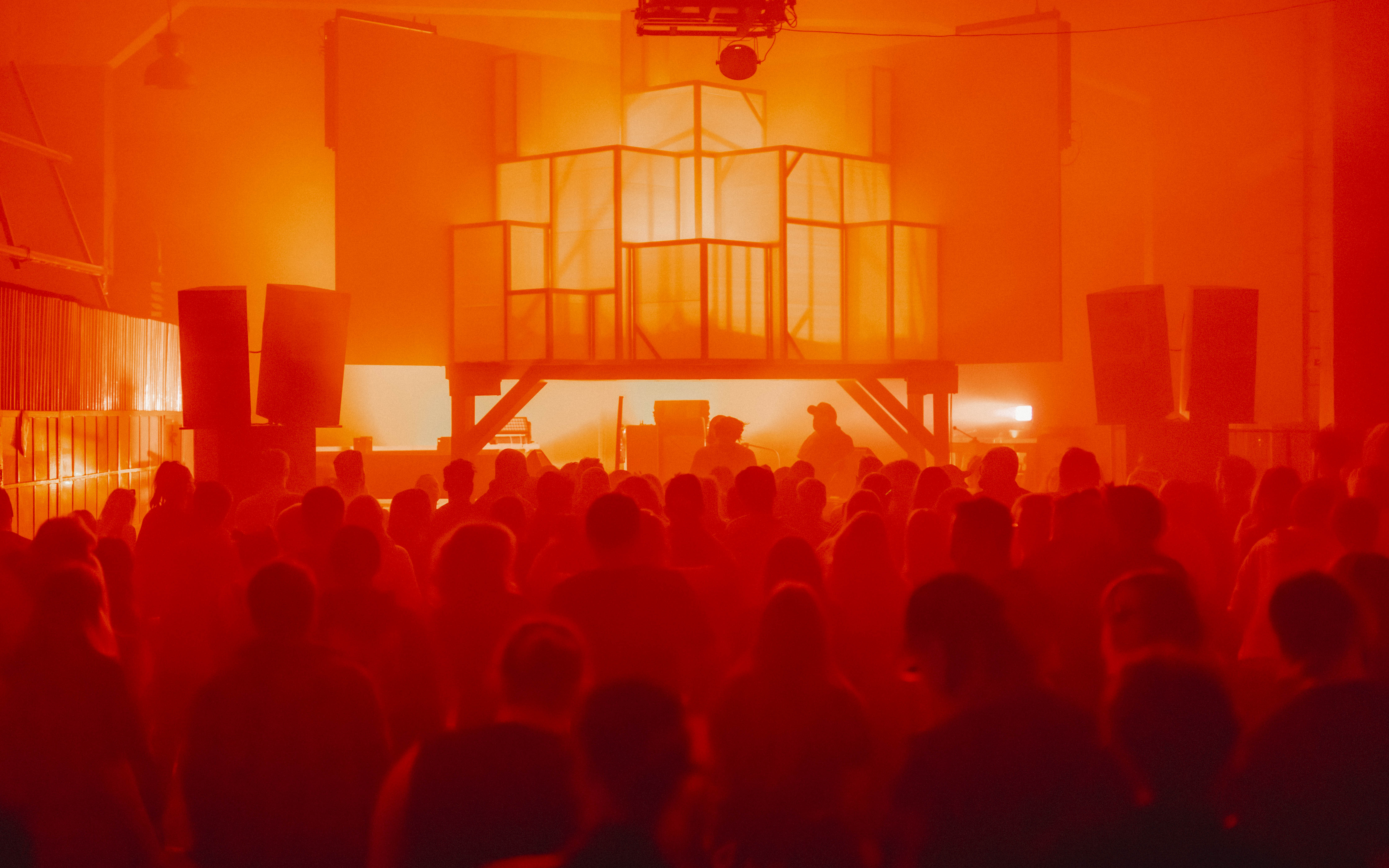
Koncert podczas 6. edycji festiwalu Ravekjavík (2022)

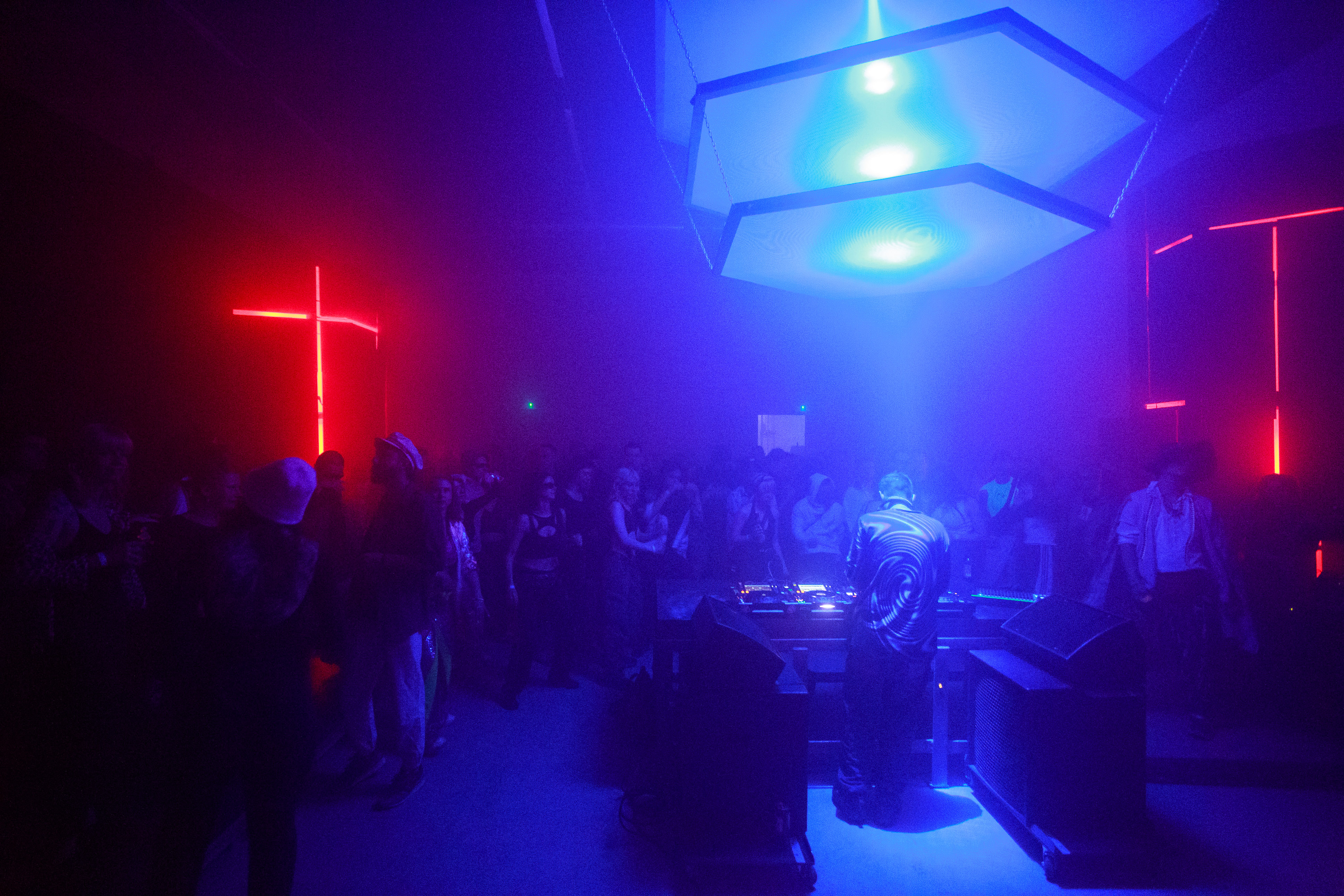
Koncert podczas 7. edycji festiwalu Ravekjavík (2023)

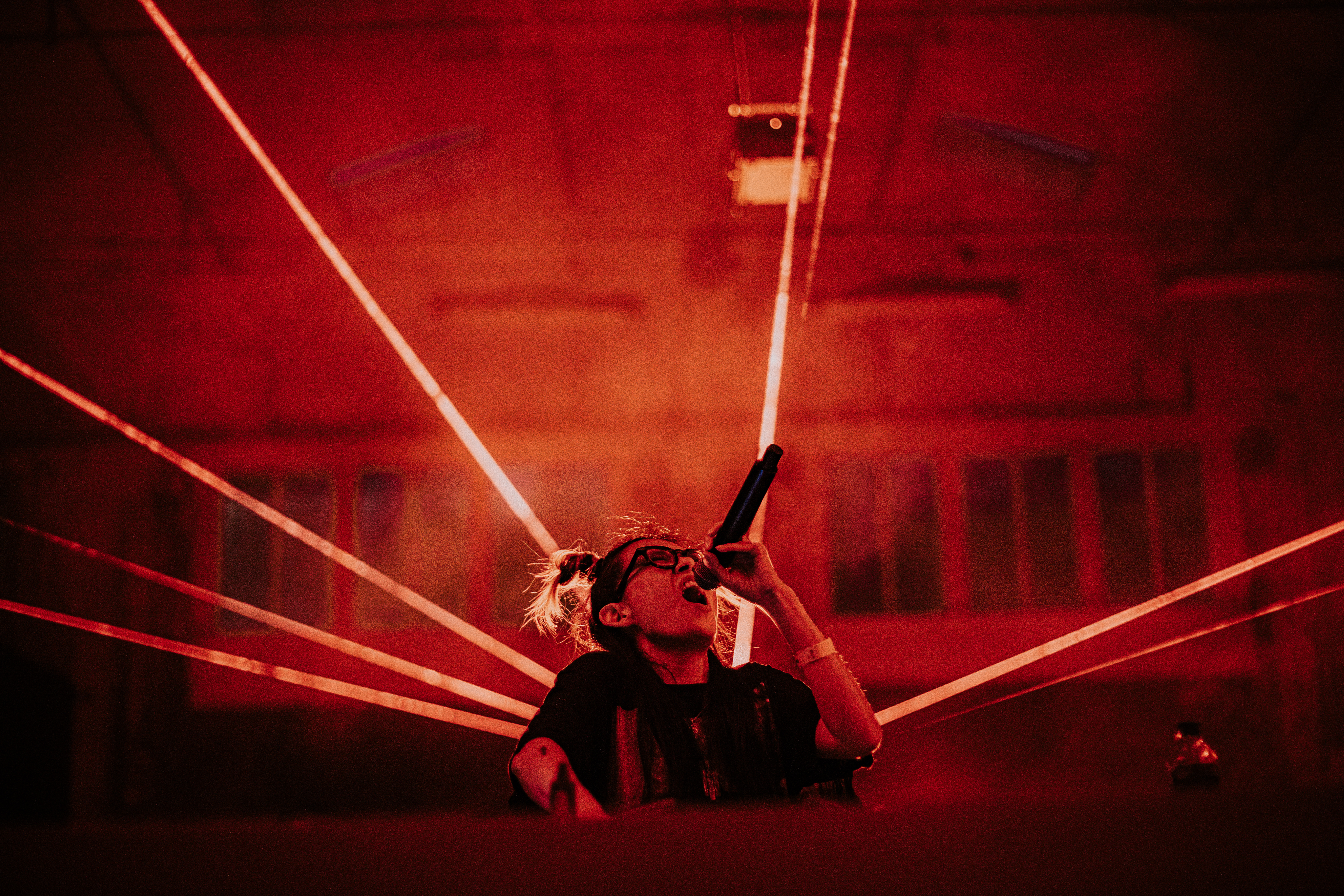
Kiki Hitomi podczas 8. edycji festiwalu Ravekjavík (2024)

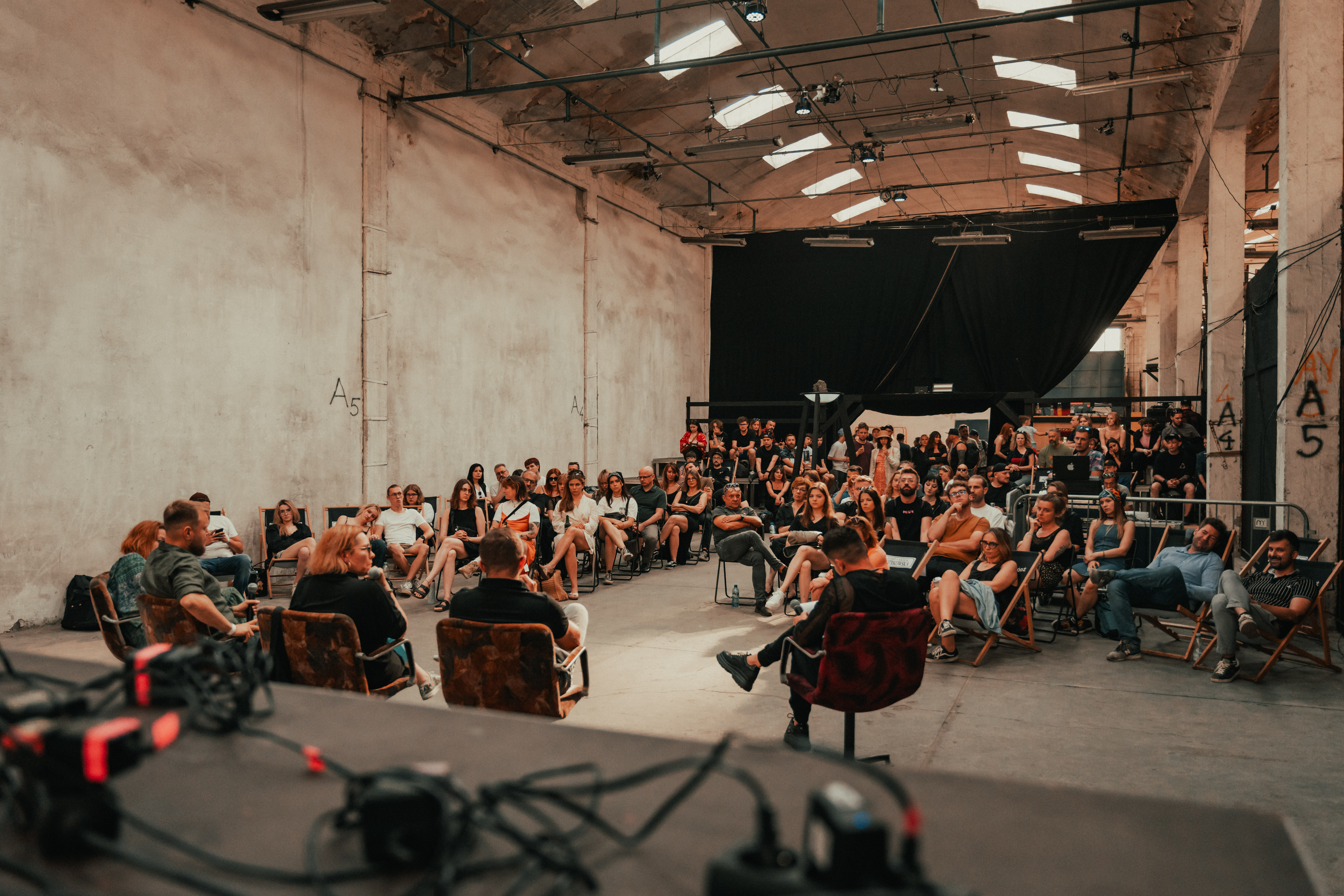
Panel dyskusyjny podczas 8. edycji festiwalu Ravekjavík (2024)

Ravekjavík – festiwal muzyki elektronicznej i sztuk wizualnych organizowany od 2017 w Łodzi. Inicjatywa powstała dzięki współpracy polskich i islandzkich środowisk twórczych i promotorskich.
Wydarzenie ma nawiązywać do historii industrialnej Łodzi oraz sceny muzyki elektronicznej lat 90., w tym Parady Wolności. Z tego względu często odbywa się w przestrzeniach postindustrialnych, zwłaszcza w opuszczonych łódzkich fabrykach. Jego celem jest także promocja różnorodności oraz wspieranie pokojowego współistnienia poprzez wzajemne zrozumienie i poznawanie kultury za pośrednictwem sztuki.
Festiwal składa się z dwóch części – dziennej i nocnej. Część dzienna jest bezpłatna i obejmuje szereg wydarzeń artystycznych oraz edukacyjnych, takich jak pokazy mody, panele dyskusyjne, wystawy i targi sztuki. Wiele z tych inicjatyw organizowanych jest we współpracy z łódzkimi uczelniami, takimi jak Uniwersytet Łódzki, Politechnika Łódzka czy Akademia Sztuk Pięknych im. Władysława Strzemińskiego.

## Misja
Twórcy festiwalu za cel stawiają promowanie kultury i sztuki jako narzędzi pozytywnych zmian społecznych. Wydarzenie dąży do tworzenia otwartego, tolerancyjnego i inkluzywnego środowiska, łączącego różne grupy społeczne. Wartości przyświecające festiwalowi to pokój, miłość, jedność i szacunek. Organizatorzy podkreślają także znaczenie zrównoważonego rozwoju oraz edukacji.
Od początku istnienia festiwalu utrzymywany jest parytet płciowy wśród twórców. Wydarzenie działa zgodnie z zasadami ekologii, minimalizując odpady i wykorzystując dostępne lokalnie zasoby w duchu recyklingu oraz upcyklingu.

## Edycje festiwalu

### Ravekjavík Islandzka Rzeźnia Elektroniczna (2017)
Pierwsza edycja festiwalu Ravekjavík, pod nazwą Islandzka Rzeźnia Elektroniczna, odbyła się w dniach 21-22 kwietnia 2017. Wydarzenie było podzielone na dwa koncerty. Pierwszy, 21 kwietnia, miał miejsce w warszawskim klubie Pogłos, gdzie prezentowano ambient i techno. Drugi, 22 kwietnia, odbył się w łódzkiej zabytkowej fabryce tekstyliów Szmula Jarocińskiego przy ul. Targowej 28/30, gdzie grano ambient, techno, deep house oraz schranz.
Na obu wydarzeniach wystąpili artyści z Islandii: Ruxpin, Futuregrapher i Vector, oraz z Polski: Blumental, Steve Moob i Phil Jensky.

### Ravekjavík Second Coming (2018)
Druga edycja festiwalu Ravekjavík odbyła się 16 czerwca w Łodzi, w postindustrialnej przestrzeni przy ul. Kopernika 60. Hasłem festiwalu było  Ravekjavík Second Coming. Wystąpili artyści z Islandii, m.in. Yagya, Exos, Árni Vector, Octal Industries, Futuregrapher i Frank Murder, oraz z Polski: Ratepus JD, Roman NO.107 i Gibo UDS. Reprezentowali oni różne nurty muzyki elektronicznej, w tym ambient, drum’n’bass i techno.
Organizatorzy umożliwili również śledzenie Mistrzostw Świata w piłce nożnej, transmitując mecz Islandia–Argentyna.

### Brawo Ravekjavík (2019)
Trzecia edycja festiwalu Ravekjavík, zatytułowana Brawo Ravekjavík, miała miejsce 1 czerwca 2019 w postindustrialnych wnętrzach elektrociepłowni EC1 w Nowym Centrum Łodzi. Na dwóch scenach prezentowano różne gatunki muzyki elektronicznej, od downtempo, przez electro, aż po jungle, happy hardcore i schranz. 
W festiwalu wzięli udział artyści z Islandii, jak Frank Murder, Arni Vector, Jadzia, a także polscy wykonawcy, m.in. Olivia, VTSS i Batashi, Bambi Uzi, oraz goście z innych państw, tacy jak JK Flesh i SPFDJ. Dzienna część wydarzenia, rozpoczynająca się o 14:00, była dostępna bezpłatnie.
Oprócz nocnej części muzycznej, w ciągu dnia odbyły się także wydarzenia towarzyszące. Z okazji Dnia Dziecka zorganizowano masterclass Live Improvisation Performance with Machines z Þorgeirem Óðinssonem oraz warsztaty DJ-skie dla dzieci prowadzone przez DJ Veronique.

### Ravekjavík Tele/Dysk (2020)
Czwartą edycję festiwalu zatytułowano Ravekjavík Tele/Dysk. Z powodu pandemii COVID-19 zdecydowano o zorganizowaniu festiwalu w formie streamingu, który odbył się 19 listopada 2020.
Podczas streamingu koncert dał islandzki artysta Ruxpin, a także łódzcy Akwizgrama oraz 9ru8assa. Występy muzyków przeplatane były scenami z teatru alternatywnego, teatru lalkowego, tańcem nowoczesnym czy wizualizacjami multimedialnymi.

### Ravekjavík-Ravekjavík (2021)
Piąta edycja festiwalu odbyła się 13 września 2021 pod nazwą Ravekjavík-Ravekjavík w budynkach byłego Instytutu Biopolimerów i Włókien Chemicznych przy ul. Wólczańskiej 55/59 w Łodzi.
W czasie wydarzenia działały dwie sceny:
- Czerwoną, na której grano muzykę techno. Wystąpili na niej: G-Sound, Masha Romanova, Octal Industries, Veronicami, Poly Chain, Stanislav Tolkachev oraz LaFontaine.
- Żółtą, na której grano muzykę elektroniczną z wielu podgatunków. Wystąpili na niej: DJ Marfox, Robodrom, Ruxpin, DJ Lycox, Bambi Uzi, Wasya App oraz Smolny[18].

Podczas poprzedzającej koncerty dziennej części wydarzenia odbywały się otwarte warsztaty taneczne i bazar.

### Ravekjavík Industries (2022)
Szósta edycja festiwalu, Ravekjavík Industries, odbyła się 24–25 czerwca 2022 w zabytkowym budynku Instytutu Biopolimerów i Włókien Chemicznych przy ul. Wólczańskiej 55/59. Pierwszego dnia, 24 czerwca, miał miejsce Salon Ambientu, zorganizowany we współpracy z Up To Date Festival. Wystąpili m.in. T'ien Lai, Ruchy oraz Oval. Drugiego dnia koncerty zagrali: N’Finch, Phatrax, Tonfa, Bored Lord, Ohm, Olha, Frank Murder, Akwizgram, BITE Clique, Zar, Jhumka, Semprey, Nico Adomako, DJ Narciso oraz Roman Zhurba.
W ramach festiwalu 25 czerwca odbyły się także wydarzenia towarzyszące, takie jak wystawa Archiwum The (non) Human Community w ramach Fotofestiwalu 2022 oraz wystawa prac studentów ASP w Łodzi. Zorganizowano projekcje filmowe w ramach TME Polówka – Letniego Festiwalu Filmowego, performance malarski, graffiti jam, targi sztuki koncert przedstawicieli Koła Naukowego Kompozycji i Teorii Muzyki Akademii Muzycznej w Łodzi oraz malowanie muralu na elewacji fabryki Łódzkiego Instytutu Technologicznego, tworzony m.in. przez Macieja Walczaka i projekt „Elektryczny Pastuch”.

### Wolne Miasto Ravekjavík (2023)
Edycję festiwalu w 2023 nazwano Wolne Miasto Ravekjavík. Odbyła się 3 czerwca 2023 w budynku Instytutu Biopolimerów i Włókien Chemicznych przy ul. Wólczańskiej 55/59 w Łodzi. Partnerami byli m.in. UŁ, PŁ, Sieć Badawcza Łukasiewicz, Ambasada Islandii w Warszawie oraz Radio Kapitał. 
W ramach wydarzeń towarzyszących odbyły się targi sztuki studenckiej oraz wernisaż Wolność – na co to komu?, prezentujący prace 13 artystów łódzkiej ASP: Damiana Ciszka, Gu–Tang Clan, Filipa Kołata, Jonasza Koperkiewicza, Stanisława Łuczaka, Zbigniewa Olszyny, Piotra Skowrona, Slow Painting Studio, TOPE, Macieja Walczaka, Jana Jubaala Wasińskiego oraz Ireny Zieniewicz. Dodatkowo wystąpił zespół muzyki eksperymentalnej Elektroniczny Pastuch. Natomiast we współpracy z UŁ, zorganizowano panel dyskusyjny dot. nadużywania środków psychoaktywnych i zdrowia psychicznego, w którym uczestniczyli: Monika Talarowska, Maciej Lorenc, Julia Marek i Aleksandra Pałaszewska.
W części dziennej działała scena Radia Kapitał, na której wystąpili: Bakblivv, Dynasonic, Inês Malheiro, Młody Sprzęt, SSRI, TJ Głupiec FOQL.
Część nocna rozpoczęła się o 21:00, a koncerty odbywały się na dwóch scenach:
- Scena I: Julek Płoski, Mala Herba, Naphta, Badsista, Bjarki, Marc Acardipane, Wixapolonia
- Scena II: Bambi Uzi, Strahinja, Akiko Haruna, Cafe De La Jungle, Agzilla[25].

### Ravekjavík United (2024)
Ósma edycja festiwalu, nazwana Ravekjavík United – odbyła się w dniach 15 czerwca 2024 w dawnych magazynach tekstylnych przy ul. Niciarnianej 52 w Łodzi. Na scenach muzycznych zagrało 20 artystów z 10 krajów. Partnerem medialnym w 2024 było Polskie Radio Czwórka.
Dzień przed festiwalem w Muzeum Sztuki w Łodzi odbył się koncert Jacka Sienkiewicza, towarzyszący wystawie Alea Iacta Est Stanisława Drożdża. Część dzienna obejmowała wystawę i konkurs street artu Rejwach vol. 3, w którym wzięło udział 50 artystów. Zorganizowano także pokaz mody This Is Fashion Design Institute, w którym swoje projekty zaprezentowali studenci Instytutu Ubioru ASP. We współpracy z UŁ przeprowadzono panel dyskusyjny Ale jak to na trzeźwo?, w którym udział wzięli Łukasz Tchórzewski, Michał Kutek i Maja Ruszpel. We współpracy z Państwową Wyższą Szkołą Filmową, Telewizyjną i Teatralną im. Leona Schillera zorganizowano audiowizualne performance oraz pokazy generatywnych instalacji wykorzystując sztuczną inteligencję.
Część nocna festiwalu rozpoczęła się o 21:00, a koncerty odbywały się równocześnie na dwóch scenach, gdzie wystąpili: Amanda Mussi, Richie Beige, Kiki Hitomi, ERAM, Safety Trance, Jm.Dasha, Kikimora, Zamilska, Gosha Savage, faron, ILLGAL, Yunis, The Bug, SATL, BAMBI UZI i EZ Riser.
W 2024 festiwal nawiązał współpracę z firmą Pan Tu Nie Stał, co zaowocowało wypuszczenie kolekcji bluz polo inspirowanych edycją ósmą edycją.